# Wiltrud Wessel
Wiltrud Wessel (ur. 1 kwietnia 1934 w Monachium, zm. 3 stycznia 2024) – niemiecka działaczka społeczna, założycielka stowarzyszenia Hilfe für Polen e.V., obecnie działającego pod nazwą Brücke Bayern-Polen. Uhonorowana Orderem Zasługi Republiki Federalnej Niemiec. Na początku lat 80. XX wieku rozpoczęła działalność humanitarną na rzecz polskiego społeczeństwa organizując transporty z pomocą.

## Działalność
W 1973 założyła lokalne koło FDP w Krailling. W 1981 przyjechała do Polski i zaangażowała się we wspieranie szpitali, domów dziecka, domów opieki społecznej i obiektów socjalnych, nastawiając się na działalność materialną i organizując z Niemiec wysyłki paczek z żywnością, odzieżą, lekarstwami czy przyborami szkolnymi. Przewoziła towary także osobiście w celu dopilnowania ich sprawnego dotarcia do potrzebujących jednostek. Z upływem lat jej inicjatywa została rozszerzona, a do Polski zaczął trafiać specjalistyczny sprzęt medyczny, a także łóżka, krzesła i pościel. Przyjmuje się, iż w latach 80. XX wieku do Polski dotarło około 170 dużych transportów samochodowych. 
W roku 1994 zorganizowała pośrednictwo w zakresie podejmowania pracy i nauki w systemie au pair adresowane do młodych Polek. W latach 1998–2007 zorganizowała program staży dla polskich lekarzy w klinikach w Monachium. Dzięki jej działaniom rząd Bawarii wraz z Bawarską Izbą Lekarską nawiązały stałą współpracę z Wielkopolską Izbą Lekarską.
Wspomagała także klinikę rehabilitacyjną w Ciechocinku, a w 2010 zorganizowała pomoc dla polskich ofiar powodzi w Sandomierzu i osobiście pomogła w dystrybucji. W 2012 pomagała poszkodowanym w wyniku powodzi w Bogatyni. 
W okresie całej swojej działalności zorganizowała i nadzorowała ponad 200 transportów pomocowych i odbyła ponad 100 podróży do Polski.

## Nagrody i wyróżnienia
2 czerwca 1992 Rada Miasta Poznania przyznała działaczce tytuł „Zasłużony dla Miasta Poznania”. W czerwcu 1995 otrzymała honorowe obywatelstwo miasta Krasnystaw. W październiku 2005 polski konsul generalny w Monachium wręczył działaczce medal 25-lecia Solidarności. 
5 grudnia 2011 otrzymała z rąk prezydenta Christiana Wulffa, na uroczystości w pałacu Bellevue w Berlinie, Krzyż Zasługi I Klasy. Uhonorowana została także Bawarskim Orderem Zasługi. Jako jedyny obcokrajowiec posiada ponadto Honorowy Medal im. Heliodora Święcickiego „Zasłużony dla Wielkopolskiej Izby Lekarskiej”.